# Лебединский, Виктор Васильевич
Ви́ктор Васи́льевич Лебеди́нский (19 июня 1927, Москва — 25 августа 2008, Москва) — советский и российский психолог. Более 30 лет посвятил изучению психопатологии детского возраста, основал психологию аномального развития — направление, находящееся на стыке психологии, дефектологии, детской психиатрии, детской неврологии, этологии, психоанализа, создал оригинальную классификацию нарушений психического развития. Кандидат психологических наук, доцент. Доцент кафедры нейро- и патопсихологии факультета психологии МГУ им. М. В. Ломоносова. Лауреат Ломоносовской премии. Заслуженный деятель науки Российской Федерации.

## Биография
Родился 19 июня 1927 года в семье служащих. С 12 лет посещал публичные лекции на историческом факультете МГУ им. М. В. Ломоносова.
В 1946 году Виктор Васильевич поступил на исторический факультет МГУ им. М. В. Ломоносова на отделение новой истории, которое закончил в 1950 г.. Написал диссертацию на тему французской революции, но не защитил её. С 1951 года по 1962 год он преподавал историю в школах № 638 и 527 Москвы.
С 1962 года по 2008 год работал на отделении психологии философского факультета МГУ, затем — на факультете психологии, где начал с должности старшего лаборанта, с течением времени получил звание доцента кафедры нейро — и патопсихологии. Уже на третьем году работы вёл семинарские занятия по общей психологии под руководством А. Р. Лурия. В 1967 году защитил кандидатскую диссертацию на тему «Нарушения движений и действий у больных с поражением лобных долей мозга». В 1997 году стал лауреатом Ломоносовской премии за преподавательскую деятельность.
Более сорока лет Виктор Васильевич находился в супружеской связи с Кларой Самойловной Лебединской — выдающимся детским психиатром и дефектологом, ученицей основателя отечественной детской психиатрии Груни Ефимовны Сухаревой. Учёные Виктор Васильевич и Клара Самойловна были крупными коллекционерами графики и живописи рубежа XIX—XX веков. В частности, их коллекция включала работы Алексея Саврасова, Исаака Левитана,  Василия Поленова, Константина Коровина, Бориса Кустодиева, Аполлинария Васнецова. В 2011 году коллекция  была передана Пушкинскому музею.
Умер в 2008 году. Похоронен на Введенском кладбище (3 уч.).

## Научный вклад
Большое влияние оказали труды Ч. Дарвина, К. Лоренца, Н. Бора, а также К. Левина, Д. Брунера, Ж. Пиаже, З. Фрейда. Уважал естественные науки, такие как кибернетика, физиология, медицина. Настольными книгами были сочинения Г. Е. Сухаревой, Л. С. Выготского, Н. А. Бернштейна, А. Р. Лурия. Благодаря последним разработал понятия гетерохрония, асинхрония развития, которые легли в основу концепции дизонтогенеза. Понимал дизонтогенез как жизнь ребенка в особых условиях, как системное целостное нарушение.
Предложил оригинальную схему механизмов психического дизонтогенеза, выделил четыре основных параметра, такие как функциональная локализация нарушения, время поражения, соотношение первичных (биологически обусловленных) и вторичных (обусловленных динамикой развития) дефектов, нарушение межфункциональных связей. Эти параметры определяют шесть вариантов нарушений психического развития: общее стойкое недоразвитие, задержка развития, поврежденное развитие, дефицитарное развитие, искаженное развитие и дисгармоническое развитие. Перечисленные типы дизонтогенеза Виктор Васильевич выделил на основе механизма нарушения и объединил их в три категории: группа, в которой ведущим является отставание в развитии (недоразвитие, задержка развития); группа, вызванная поломкой или выпаданием отдельных функций (поврежденное и дефицитарное); группа, вызванная диспропорциональностью развития (искаженное и дисгармоническое). Основные идеи, лежащие в основе оригинальной типологии дизонтогенеза, изложены в научном труде В. В. Лебединского «Нарушения психического развития в детском возрасте». Книга была переиздана 7 раз.
В последние годы совместно с М. К. Бардышевской разрабатывал теорию многоуровневого строения системы эмоциональной регуляции, интерес к данной проблематике представлен в совместном учебном пособии «Диагностика эмоциональных нарушений у детей». В настоящее время работу на кафедре нейро- и патопсихологии продолжают ученики и коллеги В. В. Лебединского.

### Педагогическая деятельность
На факультете психологии МГУ Виктор Васильевич читал лекционные курсы «Общая психология», «Психология аномального развития», «Эмоциональные нарушения и их коррекция в детском возрасте».

## Научные труды
Виктор Васильевич — автор более 75 научных работ, опубликованных в отечественных и зарубежных изданиях.

### Монографии и учебные пособия
- Лебединский В. В. Нарушения психологического развития у детей : Учеб. пособие. М. : Изд-во МГУ, 1985. 167 с
- Зейгарник Б.В., Николаева В.В., Соколова Е.Т., Кожуховская И.И., Лебединский В.В., и др. Практикум по патопсихологии. М.: МГУ, 1987. 184 с.
- Бардышевская М.К., Лебединский В.В. Диагностика эмоциональных нарушений у детей. Учеб. пособие для студентов вузов, обучающихся по направлению "Психология" и специальности "Клин. психология". М.: Психология, 2003. 320 с.
- Нарушения психического развития в детском и подростковом возрасте (в соавторстве 2011)
- Бардышевская М.К., Лебединский В.В. Диагностика эмоциональных нарушений у детей М.: Когито-центр, 2019 ISBN 978-5-89353-556-3, 283 с.
- Безуглов И.Г., Лебединский В.В., Безуглов А.И. Основы научного исследования. Учебное пособие для аспирантов и студентов-дипломников / Москва, 2008.

### Статьи
- Дружина пионерская / Лебединский В. В. // Дебитор — Евкалипт. — М. : Советская энциклопедия, 1972. — (Большая советская энциклопедия : [в 30 т.] / гл. ред.  А. М. Прохоров ; 1969—1978, т. 8).
- Markovskaya I.F., Lebedinsky V.V., Nikolskaya O.S. Neuropsychologic characteristics of mentally retarded children // Журнал невропатологии и психиатрии им. С.С. Корсакова. 1977. Т. 77. № 12. С. 1858-1862.
- Лебединский В.В. Некоторые актуальные проблемы детской патопсихологии // Невропатология и психиатрия. 1971. № 6. С. 41.
- Спиваковская А.С., Лебединский В.В., Раменская О.Л. Патопсихологическая структура игровой деятельности детей больных шизофренией // Дефектология. 1974  № 4, C. 32-38.
- Лебединский В. В. О научном творчестве выдающегося советского ученого Н. А. Бернштейна // Вопросы философии. 1967. № 6. С. 144—149.